# Vòng loại Giải vô địch bóng đá nữ U-16 châu Á 2013
Vòng loại Giải vô địch bóng đá nữ U-16 châu Á 2013 diễn ra từ 6 tới 28 tháng 11 năm 2012 nhằm chọn ra các đội tuyển tham dự vòng chung kết.

## Vòng một

### Bảng A
Các trận đấu diễn ra tại Amman, Jordan (UTC+2).
| Đội       | Tr | T | H | B | BT | BB | HS  | Đ |
| --------- | -- | - | - | - | -- | -- | --- | - |
| Jordan    | 2  | 2 | 0 | 0 | 13 | 0  | +9  | 6 |
| Bahrain   | 2  | 1 | 0 | 1 | 1  | 4  | –3  | 3 |
| Palestine | 2  | 0 | 0 | 2 | 0  | 10 | –10 | 0 |

| Palestine | 0 – 9   | Jordan                                                                                |
| --------- | ------- | ------------------------------------------------------------------------------------- |
|           | Báo cáo | Alhayeek 14', 63' · Lanaber 35', 38' · Aloqaily 49' · Isleem 53', 57', 68' · Amer 56' |

| Bahrain              | 1 – 0   | Palestine |
| -------------------- | ------- | --------- |
| Il Alhadwa 4' (l.n.) | Báo cáo |           |

| Jordan                                       | 4 – 0   | Bahrain |
| -------------------------------------------- | ------- | ------- |
| Lanaber 40' · Alhayeek 50' · Isleem 79', 88' | Báo cáo |         |

### Bảng B
Các trận đấu diễn ra tại Colombo, Sri Lanka (UTC+5:30).
| Đội        | Đ | Tr | T | H | B  | BT | BB | HS |
| ---------- | - | -- | - | - | -- | -- | -- | -- |
| Uzbekistan | 3 | 2  | 1 | 0 | 10 | 1  | +9 | 7  |
| Iran       | 3 | 2  | 0 | 1 | 8  | 5  | +3 | 6  |
| Ấn Độ      | 3 | 0  | 2 | 1 | 4  | 7  | –3 | 2  |
| Sri Lanka  | 3 | 0  | 1 | 2 | 1  | 10 | –9 | 1  |

| Sri Lanka | 0 – 6   | Uzbekistan                                                                        |
| --------- | ------- | --------------------------------------------------------------------------------- |
|           | Báo cáo | Ergasheva 16' · Radjabova 35' · Kudratova 46', 90+2' · Nozimova 51' · Zoirova 82' |

| Iran                                                        | 5 – 2   | Ấn Độ              |
| ----------------------------------------------------------- | ------- | ------------------ |
| Banaei 11', 59' · Ahmadizadeh 6', 51' · Aminehborazjani 87' | Báo cáo | Fernandes 22', 84' |

| Uzbekistan                       | 3 – 0   | Iran |
| -------------------------------- | ------- | ---- |
| Nozimova 6', 42' · Kudratova 83' | Báo cáo |      |

| Ấn Độ     | 1 – 1   | Sri Lanka         |
| --------- | ------- | ----------------- |
| Colaco 2' | Báo cáo | Dissanayake 90+2' |

| Ấn Độ         | 1 – 1   | Uzbekistan    |
| ------------- | ------- | ------------- |
| Fernandes 45' | Báo cáo | Ergasheva 85' |

| Sri Lanka | 0 – 3   | Iran                                                   |
| --------- | ------- | ------------------------------------------------------ |
|           | Báo cáo | Gharehbeglou 34' · Geraeli 54' · Aminehborazjani 90+2' |

### Bảng C
Diễn ra tại Manila, Philippines (UTC+8).
| Đội         | Đ | Tr | T | H | B  | BT | BB  | HS |
| ----------- | - | -- | - | - | -- | -- | --- | -- |
| Úc          | 3 | 3  | 0 | 0 | 18 | 2  | +16 | 9  |
| Thái Lan    | 3 | 2  | 0 | 1 | 10 | 8  | +2  | 6  |
| Myanmar     | 3 | 1  | 0 | 2 | 4  | 9  | –5  | 3  |
| Philippines | 3 | 0  | 0 | 3 | 3  | 16 | –13 | 0  |

| Úc                                                             | 5 – 1   | Thái Lan    |
| -------------------------------------------------------------- | ------- | ----------- |
| Cantrill 3' · Franco 37' · Gavin 44', 82' · Methawi 65' (l.n.) | Báo cáo | Sudarat 19' |

| Philippines | 1 – 2   | Myanmar                      |
| ----------- | ------- | ---------------------------- |
| Arthur 89'  | Báo cáo | Zin Hnin 50' · Hnin Thwe 59' |

| Myanmar | 0 – 5   | Úc                                                        |
| ------- | ------- | --------------------------------------------------------- |
|         | Báo cáo | Dalton 35' · Waterhouse 40' · Franco 45', 89' · Kirby 79' |

| Thái Lan                                                          | 6 – 1   | Philippines |
| ----------------------------------------------------------------- | ------- | ----------- |
| Sojirat 6', 13', 80' · Sudarat 35' · Tuangporn 38' · Passanan 86' | Báo cáo | Adriano 24' |

| Thái Lan                                                          | 3 – 2   | Myanmar                             |
| ----------------------------------------------------------------- | ------- | ----------------------------------- |
| Nge Nge Htwe 3' · Nan Myint Sandar 57' (ph.đ.) · Wai Zin Hnin 71' | Báo cáo | Sangrawee 12' · Sudarat 60' (ph.đ.) |

| Philippines | 1 – 8   | Úc                                                                                    |
| ----------- | ------- | ------------------------------------------------------------------------------------- |
| Arthur 24'  | Báo cáo | Kirby 10' · MacQueen 12' · Waterhouse 20' · Cantrill 26', 63', 73' · Palozzi 33', 84' |

### Bảng D
Các trận đấu diễn ra tại Guam (UTC+10).
| Đội               | Đ | Tr | T | H | B  | BT | BB  | HS |
| ----------------- | - | -- | - | - | -- | -- | --- | -- |
| Đài Bắc Trung Hoa | 2 | 2  | 0 | 0 | 16 | 0  | +16 | 6  |
| Guam              | 2 | 1  | 0 | 1 | 1  | 9  | –8  | 3  |
| Hồng Kông         | 2 | 0  | 0 | 2 | 0  | 8  | –8  | 0  |

| Hồng Kông | 0 – 1   | Guam        |
| --------- | ------- | ----------- |
|           | Báo cáo | Iriarte 67' |

| Đài Bắc Trung Hoa                                                                                                  | 7 – 0   | Hồng Kông |
| --- | ------- | --------- |
| Trần Gia Linh 11' · Ching-Hui 20' · Dương Giai Tuệ 25', 41' · Hoàng Quyên Đình 31' · Mei-Huan 85' · Shih-Chuan 87' | Báo cáo |           |

| Guam | 0 – 9   | Đài Bắc Trung Hoa                                                                                      |
| ---- | ------- | --- |
|      | Báo cáo | Hoàng Quyên Đình 1' · Dương Giai Tuệ 12', 15', 58' · Phan Hân Dư 40', 45', 82' · Hứa Dực Quân 56', 69' |